# Огайо Стэйт Бакайс (баскетбол)
Огайо Стэйт Бакайс (англ. Ohio State Buckeyes) — баскетбольная команда, представляющая университет штата Огайо в первом баскетбольном мужском дивизионе NCAA. Располагается в Колумбусе (штат Огайо). Команда выступает в конференции Big Ten, а домашние матчи проводит в «Вэлью-Сити-арена». «Бакайс» становились национальным чемпионом в 1960 году, а всего 26 раз принимали участие в турнире NCAA. «Огайо Стэйт» является одной из двух команд (вторая Вилланова), которая принимала участие в турнире NCAA хотя бы раз в десятилетие, начиная с 1930-х годов.
В 2004 году Тад Матта был назначен главным тренером команды, сменив Джима О'Брайена, из-за которого на команду были наложены штрафные санкции и она была лишена 113 побед в период между 1998 и 2002 годом. 9 июня 2017 года главным тренером был назначен Крис Холтман.

## Закреплённые номера
- 5 — Джон Хавличек, защитник (1959-62)
- 11 — Джерри Лукас, центровой (1959-62)
- 22 — Джим Джексон, защитник (1989-92)
- 35 — Гэри Брэддс, защитник (1961-64)

## Достижения
- Чемпион NCAA: 1960
- Финалист NCAA: 1939, 1961, 1962, 2007
- Полуфиналист NCAA: 1939, 1944, 1945, 1946, 1960, 1961, 1962, 1968, 2007, 2012
- Четвертьфиналист NCAA: 1939, 1944, 1945, 1946, 1950, 1960, 1961, 1962, 1968, 1971, 1992, 2007, 2012, 2013
- 1/8 NCAA: 1960, 1961, 1962, 1968, 1971, 1980, 1983, 1991, 1992, 2007, 2010, 2011, 2012, 2013
- Участие в NCAA: 1939, 1944, 1945, 1946, 1950, 1960, 1961, 1962, 1968, 1971, 1980, 1982, 1983, 1985, 1987, 1990, 1991, 1992, 2006, 2007, 2009, 2010, 2011, 2012, 2013, 2014, 2015, 2018, 2019
- Победители турнира конференции: 2007, 2010, 2011, 2013
- Победители регулярного чемпионата конференции: 1925, 1933, 1939, 1944, 1946, 1950, 1960, 1961, 1962, 1963, 1964, 1968, 1971, 1991, 1992, 2006, 2007, 2010, 2011, 2012